# 베사노사우루스

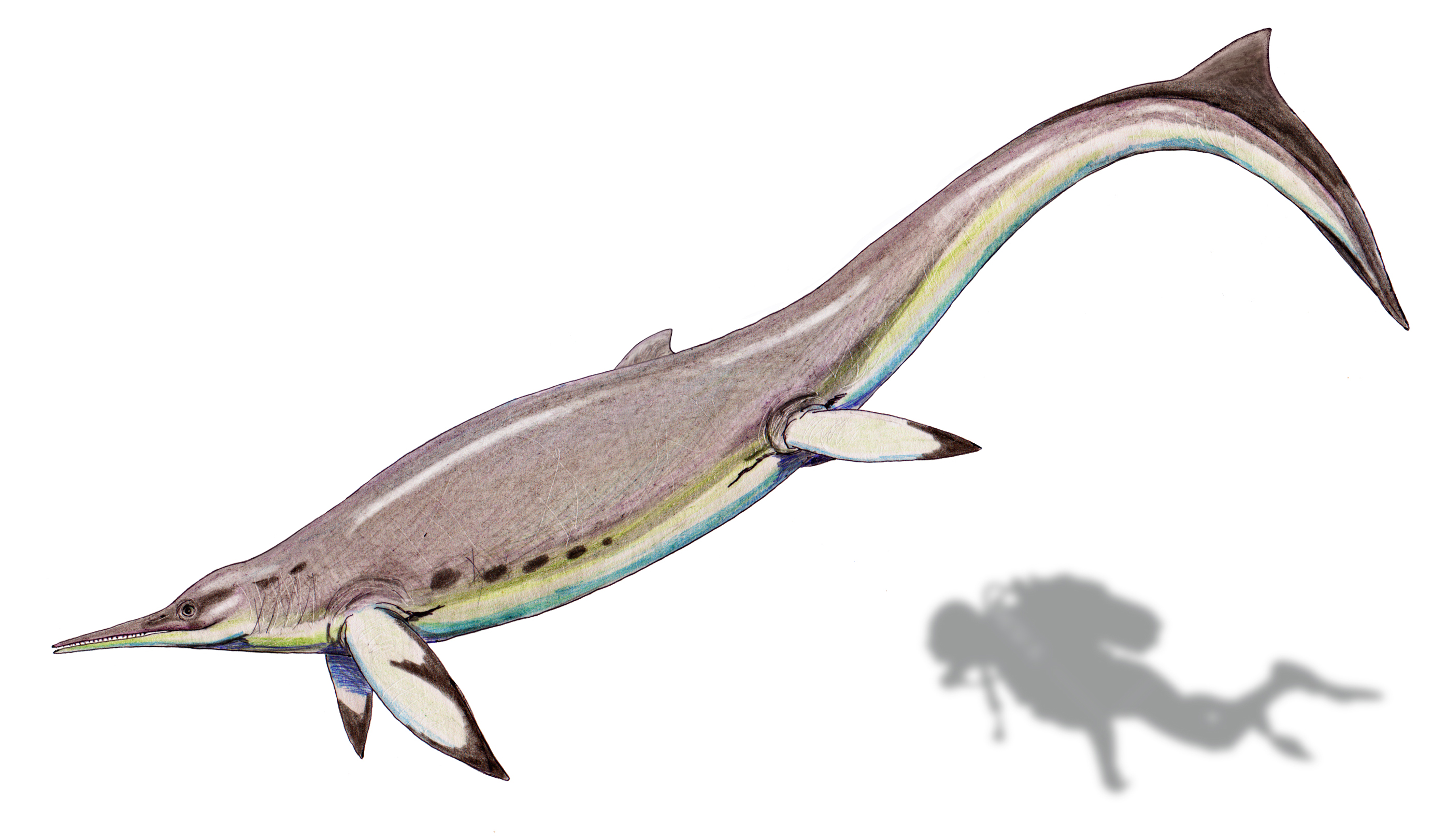

베사노사우루스(학명: Besanosaurus leptorhynchus)는 어룡목에 메리아모사우루스과에 속하는 어룡이다. 지금은 멸종된 종으로 전체적인 몸길이가 4~6m인 거대한 어룡에 속한다.

## 특징
베사노사우루스의 두개골은 비례적으로 작아서 동물 전체 길이의 10%도 되지 않는다. 두개골 길이의 67%가 길고 좁은 주둥이에 의해 점유되는데 이 주둥이는 두개골의 뒷부분에서 강하게 경계가 된다. 이 길쭉한 주둥이는 가비알과 강돌고래의 주둥이와 닮았다. 베사노사우루스의 치아는 모두 작고 원뿔모양이며, 짧은 홈으로 셋팅된 맥실래(뒷 윗니 받이뼈를 가르킨다.)의 치아의 최후방 30%를 제외하고는 소켓에 셋팅되어 있다. 치아관에는 두드러진 굴곡이 있는 반면 치아 뿌리는 더 강한 굴곡이 있다. 베사노사우루스의 앞니뼈는 매우 길며 외부 광석(노스트릴 개구부를 가르킨다.) 뒤로 뻗어 있으며, 이들은 경계의 일부를 형성하고 코뼈가 이러한 개구부에서 도달하는 것을 막는다. 전축 외에 외경(外經)의 경계에서도 맥실(max max)과 열경(lac經)에 의해 형성된다. 맥실래와 앞면(두골 지붕 뼈 한 쌍을 가르킨다.)이 서로 접촉한다. 최대치는 외부 광선보다 훨씬 뒤떨어지지 않는다. 베사노사우루스의 광대 부위는 짧아서 전체 두개골 길이의 13%밖에 차지하지 못한다. 주갈(눈구멍 아래의 뼈를 가르킨다.)은 대략 L자형이다. 두개골 윗부분의 뒤쪽을 향해 후두부가 보인다. 앞쪽(해골 지붕의 뼈)은 길고 넓으며 평평하다. 앞쪽은 측두엽(해골 위쪽의 하강을 가르킨다.)으로 들어가는 동안 측두엽의 경계에는 관여하지 않는다. 앞쪽 끝부분이 코뼈와 겹친다. 앞쪽은 두정맥과 앞쪽뼈(두쌍의 다른 두개골 지붕뼈를 가르킨다.) 사이에 침입한다. 사분골(하악골과 함께 관절하는 두개골을 나타낸다.)은 각각 아랫면에 삼각형 모양의 돌출부를 가지고 있다. 베사노사우루스는 볼록한 후두정맥(추골과 연결되는 두개골의 부분이다.)을 가지고 있다. 두더지(두골 뒷부분의 뼈)는 길고 가늘며, 아랫부분이 확장된 곰이다. 각사각형(맨디블의 위쪽 가장자리를 형성하는 뒤쪽 아래턱 뼈를 가르킨다.)에는 코로노이드 공정으로 알려진 두드러진 유전이 상단의 나머지 가장자리 위로 솟아 있다. 베사노사우루스의 경우에선 후에 익룡이 물고기 모양의 몸매를 발달시킨 반면 베사노사우루스는 작은 두개골, 긴 줄기와 꼬리, 긴 오리발톱을 가지고 있는 물고기 모양의 것이 더 작았다. 이후 형태와 달리 반달 모양의 꼬리 지느러미가 없었고 등지느러미가 부족했다. 베사노사우루스는 큰 어룡이다. 홀로타입 표본은 코끝에서 꼬리끝까지 5.065m(16.62ft) 길이로 측정된다. 표본 PIMUZ T 4847은 2021년 빈델리니와 동료들이 추정해 총 길이 8m(26ft)로 베사노사우루스의 최대 규모이다. 베사노사우루스의 가장 작은 표본은 약 1미터(3.3피트) 길이의 동물을 나타낸다. 베사노사우루스는 엉덩이 앞에 60개의 척추뼈가 있는데 이 중 11개는 목 척추뼈다. 이 척추 외에 고관절 2개와 꼬리뼈 139개가 있다. 척추체(센터라)의 앞면과 뒷면 모두 오목하고 구멍은 아니더라도 매우 얇은 뼈층으로 안쪽으로 기울어져 있다. 목 척추뼈에는 두드러진 지가포피시스(추골의 뼈 돌출부를 가르킨다.)와 크고 튼튼한 신경 가시(위쪽의 칼날 같은 부위를 가르킨다.)가 있으며 대략 둥근 교차점이 있다. 몸통 척추뼈의 대략적인 직사각형 신경경련도 키가 크고 앞뒤에 비해 좌우 폭이 절반 이상 넓다. 척추뼈의 중심은 키의 절반만큼 길다. 가장 앞쪽 경추 늑골(목 척추뼈에 붙어 있는 늑골을 가르킨다.)은 뒤에 있는 다른 한 쪽머리의 경추 늑골과는 달리 이중머리이다. 등갈비(트렁크)는 축을 따라 홈이 나 있다. 중건한 위염(배꼽)은 동물의 중간선을 따라 하나로 뭉친다. 베사노사우루스의 전체 길이의 약 절반은 꼬리로 이루어져 있다. 꼬리가 잘 구부러지지 않는다. 꼬리 척추뼈의 신경 가시는 그 끝부분을 제외하고 뒤로 기울어져 대신 앞으로 기울어져 있다. 꼬리 척추뼈 중심부의 관절면은 모양이 다양하다. 앞쪽은 대략 삼각형이고 중간은 육각형이며 뒤쪽은 타원형이다. 수세미(꼬리 척추뼈 아래 뼈)는 그리 길지 않다. 정면으로 보면 Y자형으로 나타난다. 베사노사우루스의 어깨뼈(어깨날개)는 넓적하고 병든 모양을 하고 있다. 앞쪽 가장자리는 짧고 안쪽 가장자리는 약간 구부러져 있으며 위쪽 가장자리는 크게 확장되어 있다. 코라코이드(턱 아래의 추가 어깨뼈를 가르킨다.)는 도끼머리 모양을 하고 있으며 위쪽 여백은 크게 팽창하고 아래쪽 끝은 부채꼴 모양을 하고 있다. 코라코이드에는 개구부가 없다. 베사노사우루스의 쇄골(칼라본)은 가운데가 가장 얇고 넓다. 베사노사우루스는 쇄골 사이에 추가적인 어깨뼈인 쇄골간(interclavicle)을 가지고 있지 않은 것으로 보인다. 베사노사우루스의 엉덩이뼈 윗부분은 다소 넓다. 일리아의 위쪽 끝은 확대되어 안쪽으로 향하지만 아래쪽 끝은 더 크게 확장된다. 치골(앞쪽 아래 엉덩이뼈)은 어렴풋이 원형이다. 그들은 각각 뼈의 가장자리로 뻗어나가는 잘 발달된 포아멘을 품고 있어 한 단을 이루고 있다. 베사노사우루스의 앞다리는 뒷다리보다 약 15% 더 길다. 각 플립퍼는 1차 숫자(손목이나 발목에서 나온 숫자) 3개와 부속 숫자 1개(손목이나 발목에서 나온 숫자가 아닌 숫자)를 가지고 있으며 총 숫자 4가 된다. 상완골(상완골)은 매우 짧은 뼈로 길고 둥근 뼈보다 넓다. 허메리의 앞쪽과 뒷쪽 가장자리는 모두 안쪽으로 굽혀져 있지만 앞쪽 가장자리는 더 강하고 노치처럼 생겼다. 하의 팔뼈는 길이가 긴 만큼 넓다. 라디(앞쪽 아랫팔뼈)는 중간의 수축이 있고 대략 사방형이며 척골(뒷쪽 아랫팔뼈)은 둥글고 반지름보다 작다. 목수(지운 뼈), 메타카르팔(metacarpal), 수동 팔랑(손가락 뼈)은 둥글게 되어 있다. 대퇴골(작은 뼈)은 길이가 1.22배이며 넓이가 허미에 비해 좁지만 여전히 매우 넓고 짧다. 대퇴골은 중간 부분이 수축되어 있으며 중간축 너비는 상부 끝의 너비보다 다소 작다. 하퇴골(티비아, 피불개)은 중간의 수축이 있고 반창고, 척골보다 더 길다. 경골은 하퇴골의 두 쌍 중 더 길다. 섬유질의 아랫부분이 크게 확장되어 있다. 뒷발톱의 타르살(앵클뼈), 메타타르살, 팔랑어는 앞발톱의 해당 뼈보다 가늘다. 페달 팔랑(토우뼈)은 중간 부분이 수축되어 타원형 모양을 하고 있다. 빠른 가속과 좋은 기동력과 함께 적당한 스피드를 가진 뱀장어와 같은 수영선수였고, 열대의 바다와 해안, 카리브해와 같은 환경에서 살았다. 베사노룡은 육식성이었고 주로 작은 물고기, 두족류, 해양 파충류 등을 먹이로 삼았다. 파충류의 번식은 난태생식으로 알이 몸 안에서 배양되어 태어나면서 부화한 것을 의미한다. 분류학적으로 보면 베사노사우루스(Besanosaurus, "Besano [롬바르디, N. Italia] 도마뱀"이라는 뜻)는 약 2억 3천 5백만년전 트라이아스기 중기에 살았던 큰 어룡(공룡이 아닌 해양 파충류)의 속이다. 이 해양 파충류는 베사노사우루스과에서 왔고 1996년에 달 사소와 피나에 의해 이름이 지어졌다. 정식적인 종의 학명은 베사노사우루스 렙토린쿠스(Besanosaurus leptorhynchus)이다.

## 생존시기와 서식지와 화석의 발견
베사노사우루스가 생존하던 시기는 중생대의 트라이아스기 중기로서 지금으로부터 2억 2000만년전~2억년전에 생존했었던 종이다. 생존했었던 시기에는 유럽을 중심으로 하는 대서양, 지중해, 북극해에서 주로 서식했었던 종이다. 화석의 발견은 1996년에 유럽의 트라이아스기에 형성된 지층에서 이탈리아의 고생물학자인 달 사소와 피나에 의하여 처음으로 화석이 발견되어 새롭게 명명된 종이다.

## 같이 보기
- 파충류
- 중생대
- 트라이아스기
- 어룡
- 화석